# Gare de Kichijōji
La gare de Kichijōji (吉祥寺駅, Kichijōji-eki) est une gare ferroviaire de la ville de Musashino, dans la préfecture de Tokyo au Japon. Elle est située dans le quartier de Kichijōji, d'où son nom. La gare est desservie par les lignes des compagnies JR East et Keiō.

## Situation ferroviaire
La gare de Kichijōji est située au point kilométrique (PK) 22,5 de la ligne Chūō. Elle marque la fin de la ligne Keiō Inokashira. 

## Histoire
La gare a été inaugurée le 30 décembre 1899 sur la ligne Chūō. La gare Keiō ouvre le 1er avril 1934.

## Services aux voyageurs

### Accès et accueil
La gare dispose d'un bâtiment voyageurs, avec guichet, ouvert tous les jours.

### Desserte

#### JR East
- JB Ligne Chūō-Sōbu  :
  - voie 1 : direction Mitaka
  - voie 2 : direction Nakano (interconnexion avec la ligne Tōzai pour Nishi-Funabashi), Shinjuku et Chiba
- JC Ligne Chūō (Rapid)  :
  - voie 3 : direction Tachikawa et Takao
  - voie 4 : direction Shinjuku et Tokyo

#### Keiō

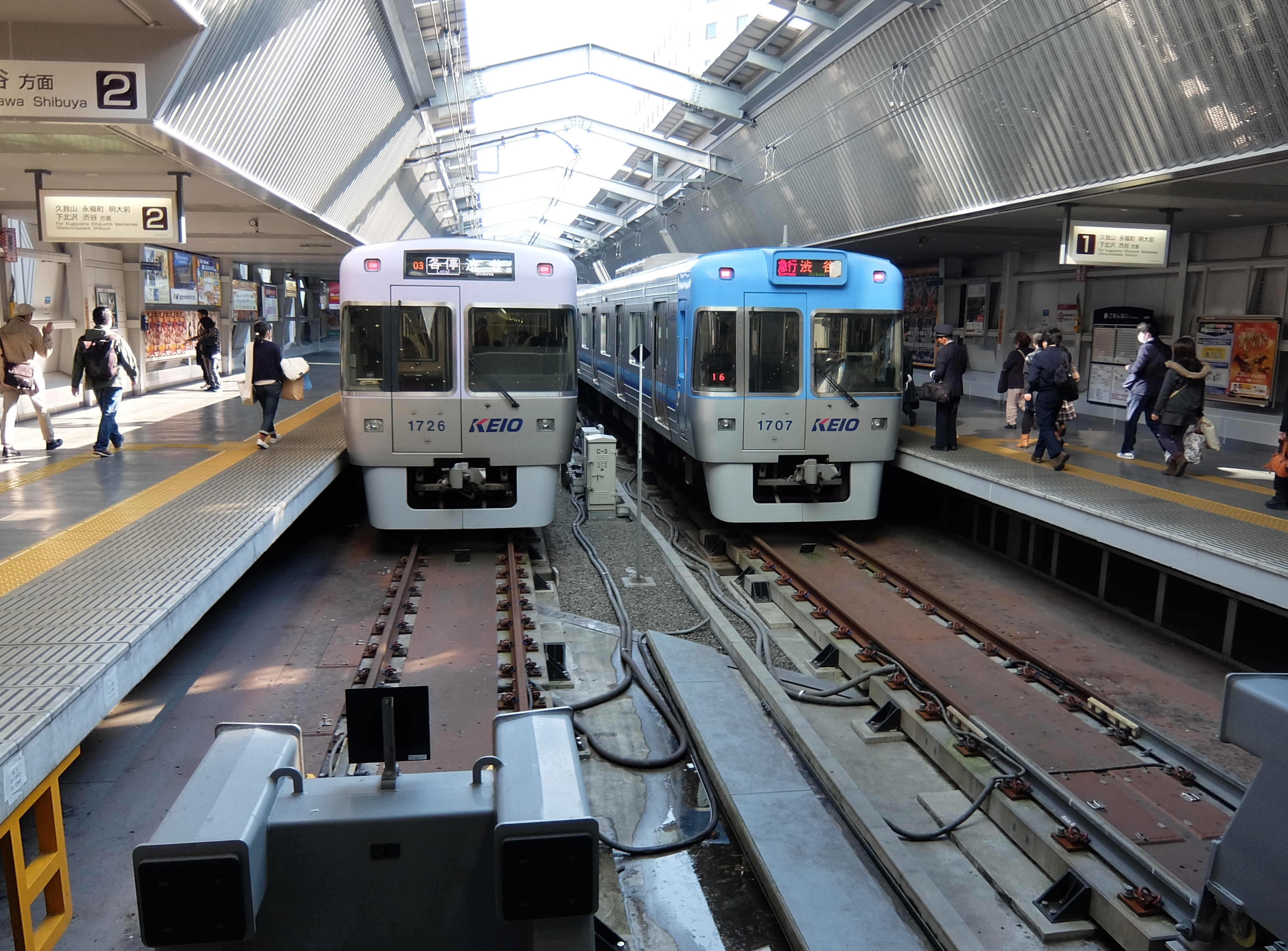
Le terminus de la ligne Inokashira

- Ligne Inokashira :
  - voies 1 et 2 : direction Shibuya